# Adolf Fritz
Adolf Johann Fritz (* 10. März 1929 in Klagenfurt; † 12. Oktober 2024 ebenda) war ein österreichischer Paläobotaniker und Lehrer.

## Werdegang
1954 fing Fritz an, in Klagenfurt als Mittelschullehrer zu arbeiten. Fritz wurde 1968 an der Universität Graz zum Dr. phil. promoviert  und habilitierte 1971 ebenda in Paläobotanik. 1982 wurde er zum außerordentlichen Universitätsprofessor ernannt.
Als Paläobotaniker arbeitete Fritz vor allem im Bereich der Pollenanalyse.

## Veröffentlichungen (Auswahl)
- Beitrag zur spät- und postglazialen Pollenstratigraphie und Vegetationsgeschichte Kärntens. In: Carinthia II. 157./77. Jahrgang, Klagenfurt 1967, S. 5–37 (zobodat.at [PDF]).
- Die pleistozäne Pflanzenwelt Kärntens, mit einem Beitrag zur pleistozänen Verbreitungsgeschichte der Rotbuche, Fagus sylvatica L., in Europa. 29. Sonderheft der Carinthia II. Klagenfurt 1970, S. 1–63.